# Манастир Јежевица
Манастир Јежевица је манастир из 14. века Српске православне цркве, епархије жичке. Манастирски комплекс је 1982. године уписан у регистар као Споменик културе од великог значаја за Републику Србију.

## Локација
Налази се у самом подножју планине Јелице, око 11 км југоисточно од Чачка, а четири до пет километара истим путем удаљена је од села Заблаћа. Са југозападне и западне стране манастир Јежевицу окружују шуме и стене планине Јелице, затим село Бањица и Јежевица. Поток који тече из планине Јелице у виду благе клисуре протиче јужно поред манастира и постепено се разлива и губи по пољима и њивама села Јежевице и Заблаћа. Ово привлачно место је по предању за светилиште изабрао и себи задужбину саградио војвода српског цара Душана, бан Милутин са својом супругом Иконијом.

## Оснивање манастира
О оснивачу и времену подизања манастира Јежевице нема података који то потврђују писаним изворима, али има посведочено више пута у писаном и усменом народном предању, на које се хроничари позивају у недостатку оригиналних извора. Народ је своју историју кроз своју традицију чувао и с колена на колено преносио, поготово у доба Турског ропства. Поводом зидања Манастира Јежевице у народној песми „Бан Милутин и Дука Херцеговац“ каже се, да Бан Милутин као властелин и Душанов војвода (и његовог оца краља Стевана Дечанског), полазећи у рат против бугарског цара Михаила Шишмана на Велбужду, где је цар Душан победио Шишмана 1331. године, Бан пре битке поручује својој љуби:
„Но, чу ли ме љубо Иконија,

………………………………………..

Копај мене девет винограда,

У Бањици и у Атеници,

У Лозници и у Паковраћу,

А чувај ми девет воденица,

Низ Бјелицу и низ Моравицу,

Гледај нашу славну задужбину,

Под Бањицом цркву Јежевицу…“
То говори народна песма, али о зидању цркве у Јежевици као извору њеног настанка из 1337. године, говори и народно предање тога краја, које се преноси с колена на колено. Говори, по М. Протићу, и једно старо из 14. века писано на пергаменту рукописно јеванђеље, ако се оно што је у њему подвучено може прихватити као доказ. Оно је у манастиру Јежевици чувано дуго времена, и сада се налази у Народном музеју у Чачку. Није познато када је и зашто је, као најстарији манастирски предмет тамо пренесен. Сачувано је у њему Марково јеванђеље са 34 кожна од пергамента листа. По М. Протићу то место у јеванђељу дешифровано значи: „T рождества (Христова) 1337. въ дни царz душана созда Милутин ег(о) воевода олтар и жена Икониz к господу Богу и оцу светому Николају зашчитнику месzц пет ден. Илиz писа.“ Говорећи о времену настанка цркве Јежевице, М. Протић и Р. Станић покушали су да је ставе у 14. век, на основу записа у народним песмама и података довољно нејасних у јежевичком четверојеванђељу из истог времена, као и натпису на надвратнику испред проскомидије (аутентичност ових записа натписа оспорила је Надежда Синдик). По народној песми Вука Караџића наведен је одељак који се односи на ктитора и време зидања цркве Јежевице. Сам стил и архитектура цркве говоре да је ово светилиште из дубоке старине, из доба цара Душана, чак и старије од Душановог доба и Велбушке битке. Тога су мишљења Владимир Петковић, М. Валтровић и други стручни старији истраживачи и историчари. Ако бисмо се задржали на народној песми „Бан Милутин и Дука Херцеговац“, видели бисмо да је 1337. година спорна, јер Бан говори Љуби Иконији кроз песму, полазећи у битку са Шишманом на Велбужду, која је била 1331. године, да чува њихову задужбину „под Бањицом цркву Јежевицу“, чија би изградња била макар започета пре битке на Велбужду, рецимо 1330. године. У то време је цар Душан са оцем Стефаном Дечанским зидао Високе Дечане од 1327. до 1335. године, а властелин њихов Бан Милутин, угледајући се на њих можда је у исто време почео да зида своју задужбину „Цркву Јежевицу“, а песник уместо 1327. године као антитезу ставио 1337. годину. Ово су само претпоставке, не зна се ни то да ли је ова њихова задужбина коначно довршена 1337. године, када је у том времену Милутин као Јежевачки оснивач и ктитор могао бити одређен и постављен за босанског бана, што би одговарало том времену. Парох Бањички и Јежевички Милисав Протић, прикупљајући податке из народног предања и традиције, као и других писаних извора или записа, спремао се да изда кратку и за то време веома садржајну, ако се тако може рећи, монографију Манастира Јежевице за њену шестстогодишњицу 1937. године.

## Легенда и назив манастира
По народном предању назив Манастира налази се у називу села Јежевице и Бањице, и тиме се објашњава њихов настанак. Село Јежевица се први пут помиње у турским пописима 15. века. Тако је по том предању властелин и војвода Милутин примајући нови почасни назив „Бана“ и нову дужност за постављење босанског бана, да би оставио лепу успомену свом народу у овом крају „најежио“ је, то јест, ужурбано, на брзину довршио им је започету цркву, па се по томе по Протићу и место прозове Јежевица, које се данас налази поред манастира. Назив села Бањица, по народном предању назива се тако, што су се у близини изнад манастира Јежевице налазили Иконијини двори, тачније речено Бањички двори, због којих се и сав тај крај прозове Бањицом, а затим Бањица. Међутим, место где су били изнад манастира богати банови виногради носи назив до данас „Бановина“. На територији села Бањице постоји и породица са презименом Иконићи, а постоји у селу и Бањици, и место са извором – бања, што неки тумаче да је отуда назив овога села.

## Основа и архитектура цркве
Црква манастира Јежевице има основу уписаног крста. Њен је облик по мишљењу Војислава Ђурића у сродству са црквама у Старој Херцеговини. Једнобродна је, певнички простори су правоугаоног изгледа, а олтарска апсида полукружног, засведеног облика. Има једно слепо централно кубе као у византијским црквама пре 7. века. Оно се ослања преко пандантифа и међупросторних засведених лукова на четири централна пиластра. Црква је пре дозиђивања припрате, новог пиластра пронартекса и барокног торња (звоника) у 19. веку, 1846-1853, била дуга око 12 метара. Подсећа својом основом на манастир Благовештење из 13. века и остале манастире Овчарско-Кабларске клисуре. Неки српски истраживачи и историчари, ослањајући се на мишљење и знање својих претходника, као и на предање, претпостављају да је облик основе јежевичке цркве изведен по угледу на цркву у Ариљу, а Ариљска по угледу на Жичу. На тај начин, црква у Јежевици потиче по народној традицији из Душановог доба, а по архитектури припадала би ранијем периоду. У том циљу Михаило Валтровић и Драгутин Милутиновић, посетили су цркву Јежевицу 1875. године и задржали се извесно време ради прибављања њене документације. Црква манастира Јежевице пре дозиђивања припратног дела и звоника, била је покривена као и Стјеничка црква клисом или као сада каменим плочама. О њеном првобитном живопису ништа се за сада не зна, али се претпоставља да је била живописана као и црква у Стјенику, што показују фрагменти фресака ископаних у археолошком истраживању простора око цркве, о чему сведочи Зора Симић-Миловановић налажењем фрагмената приликом извођења радова 1950. године. Кад се буде археолошки истраживао и простор у порти око јежевичке цркве, моћи ће се много више сазнати, како о цркви, тако и о првобитним фрескама, декоративној пластици, као и о манастирским конацима. Драгоцене податке о цркви манастира Јежевице дали су Јоаким Вујић (1826), Коста Поповић (1863), Михаило Валтровић (1875), Драгутин Милутиновић (1875), Владимир Петковић (1914), Милисав Протић-Гучанин (1937), Зора Симић-Миловановић (1950), Радомир Станић (1970), Делфина Рајић (1994), и други.

## Страдање манастира Јежевице
Манастир Јежевица често је рушен од Турака у време турског ропства, и од српског народа поново обновљен, као што је то било и са другим манастирима испод планине Јелице и осталима у Србији. Само испод Јелице и у њеном подножју од Градине, Стјеника и Страцимирове Градачке цркве у Чачку, подигнуто је у средњем веку више од 15 манастира, што значи више од 15 старих средњовековних цркава. Данас се о њима мало зна – уништени су. Очуване су само цркве манастира Јежевице, Стјеника и манастира Благовештења у Трнави подигнутог 1554. године. За неке од осталих знају се само темељи где су били, као што су Виљуша-манастирски темељи Св. Јелисеја са малом часном трпезом на стубу. Затим Врело или Врељево у Трнави. У близини Виљуше по турским дефтерима пописан је и манастир Бршник. У центру села Трнаве налази се по предању место старе цркве – Илијак, као и Св. Петке. На Рајцу у засеоку Мартаћи налази се рушевина старе цркве или црквиште Вреоница, посвећена је Светом Василију Великом. Налази се црквиште и у Липници „код Змајевца“, затим у Премећи, претпоставља се да је ту била манастирска црква за испоснике. И у Мршинцима постоји црквиште, у Вапи, Жаочанима, у Горичанима. Постојао је у атару села Виљуше по турском попису из 1572. године и манастир Илић, у коме је у то време по турским дефтерима живео монах Продан. Доцније, тај се манастир називао Свети Архангел. Данас се више не зна његово место. Такође се не зна ни место где је био манастир Коритар у Драгачици (данас Горачић). Ако бисмо процењивали време постанка тих цркава и „црквишта“ и мањих манастира, оправдано би могли рећи да они, мање-више готово сви датирају одмах после рушења и запустења манастира Јежевице као главне цркве, Стјеника и Трнаве. Оснивачи су им били монаси из порушених манастира и народ, да имају где да се одржавају богослужења и службе Божије и обаве друге верске потребе као православни хришћани, макар за време, док се главни манастири обнове. Али и те су им Светиње Турци као непријатељи вере и Крста Христова рушили, о чему сведоче још увек рушевине и темељи тих цркава и „црквишта“. У та зла времена најлепша и најугледнија црква Св. Богородице Градачке претворена је у џамију. Сви ови поменути манастири били су у турско доба у тесној вези са Јежевицом и Стјеником. На њих је могао имати великог духовног утицаја преподобни отац Јован стјенички. Постоје на врху венца планине Јелице, према Чачку, и два места која се зову Градине. То су стара насеља још из римског периода. На једном од тих насеља и локација изнад села Горачића у току су сада обимне ископине с темељима читавог града из 6 века. Откопани су тамо и темељи велике хришћанске Цркве из тог периода, где су се изгледа смењивале цивилизације и културе из Илирског и Металног доба и римског периода. „Недалеко од Стјеника на Градини налази се црквиште – темељи манастира „Јељени“. Ту има плоча – Савина стопа на Јелици. По традицији задужбина је „царице Јелене“ – краљице Јелене (период Немањића), по којој то светилиште и име носи са богатим „сакралијама“ и на њима латинским записима нађеним у рушевинама овог манастира. Као што је већ речено, манастир Јежевица и Стјеник често су рушени или пљачкани и монаси злостављани од Турака. Затим су понекад дуже време бивали у „Запустјенију“, јер их наш народ српски није био у могућности тако брзо обновити. Срећа је да нису баш сви манастири у исто време рушени, па су се манастирска братства некако, заједно с народом испомагали, и у повољном тренутку своје манастире поново обнављали. Та рушења и пустошења српских манастира, цркава па и градова, Турци су вршили са већом жестином после пада Српске деспотовине 1459. године. Тада су Турци порушили многе манастире у Србији, као на пример: Жичу, Градац на Морави (Чачак) и остале манастире у подножју планине Јелице. Истина, манастир Јежевица био је порушен већ 1452. године. Но Стјеник ће на Свете Тројице, 6. јуна 1462. године, иста и још гора судбина снаћи, када ће бити коначно манастир уништен и спаљен заједно са преподобномучеником игуманом Јованом Лешјанским и целим његовим братством, а можда и с народом српским који се у манастиру задесио. Први пут имамо писаног помена, који наводе многи истраживачи-историчари и археолози, да су манастир Јежевицу порушили и спалили Турци 1452. године. На тај начин манастир је следећом, обимнијом, после око 150 година, обновом, изгубио веома много од своје првобитне лепоте. Тако се неки од орнамената „пластичних украса“ јежевичке цркве, и сада налазе уграђени на касније обновљену цркву. Но, много их је више рушењем разбацано око цркве по црквеној порти, или разношено које куда, као што се и сада налази у Стјеничкој цркви део каменог пода од белог мермера, три округле украсне плоче у виду амвона и розета. Затим стубићи са бифора тј. дводелних прозора – са базисом и конзолама. Све је то преношено из запустеле јежевичке цркве у Стјеник у новоподигнуту мању цркву на старим темељима крајем 18. века, 1800. до 1802. године. До тог времена храмовна слава манастира Стјеника био је празник рођења Пресвете Богородице - Мала Госпојина. Од тог времена, после обнове Стјеничке цркве 1802. године, манастир слави као своју храмовну славу рођење Светог Јована Крститеља – Ивањдан 24. јуна. О томе сведочи и бронзани стари печат манастира Стјеника, који се и сада налази у СПЦ музеју у Београду, о коме је писао професор Светозар Душанић.

## Обнова
Ми данас не располажемо са тачним подацима када је манастир Јежевица, после првог запустења 1452. године, поново обновљен. Но узимајући у обзир период обнове Пећке патријаршије 1557. године, за време патријарха Макарија Соколовића, у почетку друге половине 16. века, када су обновљене многе цркве и манастири, могло би се говорити и о обнови манастира Јежевице, иако за то немамо писаних докумената. Али се исто ретко зна, да је та обнова Пећке патријаршије обухватала, не само садашњу Србију, него и веће подручје преко Дрине и Саве, тада Турске царевине, којом је управљао велики везир Мехмед Соколовић, потурчени брат Макарија Соколовића. Оно што се сада види на Јежевици, показује да се журило при обнови и да су зидарски радови не баш тако стручно извођени, без орнамената и украса које је имала првобитна црква, са стубовима од којих је један, лепо клесан, пренесен за време обнове у манастир Стјеник. Тамо је пренесен из запустеле Јежевице и мермерни под, а у јежевичку цркву за време обнове стављен је под од обичног камена кречњака. Кров је у више махова стављан приликом обнове од дрвеног клиса или од камених плоча. Гледано споља јежевичка црква, без припрате и барокног торња касније додатог, данас одише великом старином, а изглед зидања као да је некада земљотресом растресена. Но, ипак, права је срећа и милост Божја да је унутрашњост цркве много стабилнија и боље сређенија, што сведочи да су зидови цркве ипак чврсти и јаки. Фреске у олтарском простору из 1609. године, с обзиром на време и тешкоће у својој историји које је подносила, може се рећи да су добро очуване. Тако и у наосу цркве, фреске које су рађене 1636. године, очуване су толико да зраче својом лепотом, с обзиром на тешкоће времена у коме су рађене. Фреске је испод креча 1937. пронашао нови парох Милисав Протић.

### Припрата и торањ
Половином 19. века показала се потреба за проширењем јежевичке цркве. На захтев народа начелник трнавски напише молбу 1846. године, у којој парохијани села Јежевице и околних села моле надлежне власти да подигну нов торањ – који би служио као звоник, јер је стара дрвена звонара дотрајала. Тада се показала повољна прилика, да се црква просторно повећа додавањем припратног дела (нартекса) који ће се са барокним торњем повезати у једну целину. На тај начин било је неопходно да се поруши западни зид старе цркве са улазним вратима у цркву, због повезивања са новом припратом или пронартексом. Тако је дошло до уништавања живописа са целе површине тога зида. Тада су уништени и подаци изнад улазних врата у цркву, који говоре о њеном олтарском фрескописању из 1609. године. Нова припрата или пронартекс с новим пиластрима и торњем, рађени су солидно од меког жућкасто-наранџастог фино тесаног камена, сличном ониксу. Тај рад почео је, како се види 1846. године и завршен 1853. године.
На торњу су постављена два звона, која су 1831. године, набављена у аустријској царевини; једно од 200, а друго од 300 ока. Оба су плаћена 1750 гроша. Тај торањ сматра се највишим од свих црквених торњева у том крају. На улазним вратима торња у цркву надвратник је исклесао познати клесар Радисав Чикириз.

## Живопис цркве
Познато је да су готово сви српски средњовековни манастири били живописани лепим и уметнички вредним живописом или фрескописом. Какав је први живопис имала црква манастира Јежевице, задужбина бана Милутина из 1337. године, тачно се не зна, премда има индиција да је била живописана као и њен метох манастир Стјеник. Та прва црква манастира Јежевице порушена је 1452. године, у време пада српске деспотовине, као и многе друге цркве и манастирске обитељи. Рушен је и овај манастир од Турака за време њихове најезде више пута. Тако би он извесно време запустио, а народ би га са монашким братством првом повољном приликом обнављао и живописом с фрескама украшавао. Из турског пописа у дефтерима од 1476. године, види се да је црква манастира Јежевице била тада активна, јер се у њој помиње поп Радман са породицом. А пре тога датума на две године, 1474. године, појављује се у Јежевици поп Илија, који на зиду надовратника северних врата иконостаса, што воде у олтар, скривено од очију вешто оставља запис, да су манастир Стјеник Турци на Духове 1462. године, порушили и запалили „а братију и кир Јоана Лешјанског и Стениччког, с присутним народом све побили… и како изгледа спалили.“ Да ли је поп Илија јежевички оставио овај запис при улазу у олтар у време још незавршене цркве кад је имао више дневне светлости и могућности да на тако скровитом месту зацрта тај запис, или је као јежевички парох учествовао с народом у обнављању цркве, па га тад записао и оставио поколењима да се зна, па с тугом и болом обнављајући светињу, коју Турци већ сутрадан могу поново да разруше узвикује „уви нама“, што значи: јаој нама, куку нама или тешко нама. То је остало као тајна. Чини се да су и поп Илија и поп Радман, које помињу историчари, заузимали се за обнову тог манастира и да су у њему или крај њега живели, делили његову судбину и с народом га обнављали. Научници и истраживачи помињу да су у то време од половине 15. века многи српски манастири страдали као Јежевица, Стјеник и Трнава, и да су обнављани у 15, и 16. веку, као што су ту обнову доживели и многи порушени манастири и цркве за време васпостављања Пећке патријаршије под пећким патријархом Макаријем Соколовићем (1557). Многи су манастири у овчарско-кабларској клисури, као и манастир Јежевица под Јелицом, били у својој изградњи и обнови живописани. Међутим, тај је живопис често нестајао заједно с манастирима по жељи Турске тираније и зулума. У 17. веку неки манастири у обнови били су и живописани, и снабдевени потребним иконама. Такав зрачак наде обасјавао је и Јежевицу и околна села, чијим заузимањем манастир Јежевица је обновљен и као свој украс добио леп живопис 1609. године. Манастирско братство које се рушењем свог манастира разбежало по стјеничким пећинама планине Јелице, сад се враћало да с народом доврши обнову свог манастира. Замирање братства манастира Јежевице због турског рушења манастира није било само у 15. веку, већ како рекосмо и касније. Тада је Стјеник са својим ојачаним братством, као духовним средиштем водио бригу и о јежевичким рушевинама, све до своје обнове. Тако су ова два манастира живели као један и борили се уз помоћ свог народа за свој опстанак. Али су ови манастири и свом народу у многим приликама и неприликама кад су га Турци глобили и робили служили му као најбољи збегови.

### Олтар
Црква Светог оца Николаја у манастиру Јежевици живописана је у два периода 1609. и 1636. године. Олтарска апсида и цео олтар живописан је 1609. године. О томе је постојао запис на западном зиду, који је уништен у време изградње новог додатка припрате и новог звоника, односно барокног торња. На том порушеном, западном зиду изнад врата, налазио се следећи запис: „Описа се сије свето и божествено предверије храма светого чудотворца Христова Николаја, трудом и усердијем јеромонаха игумана Авакума, Јеротеја с братијами 7117 (1609)“. Овај запис дакле сведочи кад је црква живописана. Пошто се описивање фресака у цркви најпре увек почињало са олтаром као најсветијим делом храма, то ћемо тако и ми овде почети: „Служба Агнецу“ са светим архијерејима. Олтар представља (симболише) небо, у њему су најсветији предмети: Свети Престо (или часна трпеза), у Проскомидији-жртвеник, Горње место, или Горни престо, који се налази у апсиди испред часне трпезе. Он у храму за време свете литургије симболише Престо Христов, а седиште десно и лево од Горњег места назива се Сапрестоље, за 12 апостола Христових, по речи Спаситељевој, да ће апостоли са њим седети у храму и судити на 12 колена израиљевих, по речима Светога Писма, „Свети ће судити свету“. Зато је на светој литургији то израз који обухвата сву службу Божју – сва богослужења и сав људски живот у заједници са Богом. Горње место или Престо јесте трон за епископа, који је тада када је у њему слика Господа Исуса Христа, а свештеници око њега на сапрестољу, слика Христових апостола. На Горњем престолу нико не може седети сем надлежног епископа, чак и кад служи са старијим епископима. У Јежевици је то приказано у олтарској апсиди испод прозора у „Горњем престолу“, где се налази насликана на дискосу „Служба и Поклоњење Агнецу Христу“, који покривен св. покровом лежи на дискосу представљајући „јагње“ које узе на себе грехе света“. А око њега су свети литургичари архијереји „У Служби Агнецу“, с благим поклоном и литургијским свитком у руци. На десној, јужној страни од „Агнеца“ стоје: Св. Јован Златоуст, Св. Григорије Богослов, Св. Кирило Александријски, Св. Николај Мирликијски. На левој, северној страни стоје: Свети Василије Велики, Св. Атанасије Александријски, Св. Силвестар Папа римски, Св. Спиридон Чудотворац. Изнад ове композиције у средњој зони налази се композиција „Причешће апостола“. „Причешће апостола“ дели прозор, којим су апостоли подељени на два дела, по шест. Првих шест, окренути с наклоном Христу молитвено испружених руку, примају од њега причешће под видом хлеба, изнад којих пише: „Примите, једите, сије јест тјело моје“! Других шест апостола с десне стране, такође су у молитвеном ставу с прекрштеним рукама, окренути Христу, од кога примају из светог путира свето причешће, а изнад њих су Христове речи: „Пијте от њеја вси, сија јест кров моја“! За време светог причешћа два анђела стоје код Христа са запаљеним буктињама. Горе изнад причешћа апостола, где се завршава у конхи олтарска апсида, осликан је изванредан уметнички велики лик Пресвете Богородице са раширеним рукама и својим сином Господом Христом као дететом на својим грудима. Окренута је присутнима у Св. Храму и налази се у молитвено благодатном ставу. Та јединствена икона у православној цркви назива се „Ширшаја небес“, или „Богородица прострањејшаја небес“, што значи богородица шира и пространија од небеса. О том њеном лику код Св. Отаца посебно је литургичко објашњење зашто носи такав назив. При уласку у олтар, на левој страни према жртвенику, на простору протесиса насликана је композиција у доњој зони „Визија Св. Петра Александријског“. У тој визији Свети Петар с подигнутом руком окренут према Христу пита га: „кто ти Спасе ризу раздра“? А Спаситељ у подераним хаљинама, према луку и жртвенику, где је изображен његов лик како васкрсава из гроба, наслоњен на гроб одговара Св. Петру: „Безумни Арије“, указујући на њега кажипрстом, који као безуман, ничице савијен, налази се на земљи. До Светог Петра Александријског је Св. Лаврентије, а изнад њих осликана су „Три јеврејска младића у зажареној пећи“, и Свети Арета. Више њих је „Васкрсење Христово из ада“, а мало више „Благовести“. Изнад ових композиција, све до свода, налазе се и многи други ликови фресака светих. Најважније смо овде у олтару поменули, па не би ишли у детаље. Још да у ђаконикону поменемо неке осликане ликове. На јужној, десној страни олтара у ђаконикону,49) на зидним површинама његовим живописани су у доњој зони: Св. Сава српски, Св. Арсеније српски, Св. Стефан, Св. Роман, Св. Прохор. Изнад доње зоне
насликани су: Св. Дионисије, Св. Вуколе, Св. Игњатије, Св. Ипатије, Св. архиђакон Стефан, Св. Поликарп, Св. Амвросије. На врху ове зидне површине је „Гостољубље Аврамово“ или „Света Тројица“. У тој композицији приказује се како је Аврам примио и угостио под Мавријским дубом „Три анђела“. Ова појава у Старом завету тројице анђела представља и до данас у Православној цркви најверодостојније и најправилније изображен лик Свете Тројице. С леве стране Свете Тројице, према своду налазе се два лика светих бесребреника Козме и Дамјана, композиција Св. Вазнесења је готово сасвим уништена. Ово фрескосликарство у олтару манастира Јежевице насликано је 1609. године, и оно је како се процењује квалитетније од фресака које су осликане у осталом делу Храма 1636. године.

### Унутрашњост храма
После живописа фресака у олтару 1609. године, дошло је до паузе живописа у храму од 27. година. По М. Протићу, према забелешкама проте Вићентија, црква је изгледа тада са олтаром била сва живописана. Зашто је црква (наос и припрата) поново живописана 1636. године, то није познато и довољно јасно. Да ли је до толиког раздобља у живопису дошло због оскудице у новчаним и другим средствима, можда је томе допринео и страх од турског насиља или да узмемо у обзир с тим записано од М. Протића предање проте Вићентија Поповића о догађају из периода после живописања цркве 1609. године: „Наишао преко Јежевице Гусињски паша, па обавештен о тучи у борби између манастирских српских и турских чобана у Доловима, засеоку села Јежевице, искористио да позове Турке и нареди да се манастир поруши и спали, а фреске у цркви нагрде изнутра и споља са западне стране, где је био осликан Страшни суд са свецима, грешницима и ђаволима, и да им копају очи и накарађују.“ О томе на свом месту има опширније. Ако је постојало такво оштећење цркве турском руком и ватром, онда је разумљиво да се народ и после 27 година одлучио на поновно живописање цркве 1636. године. Могуће је да је православна патриотска љубав подстакла и имућног српског сељака из Трнаве, Саву Божисавића, да помогне са 100 дуката живопис манастирске цркве у Јежевици. Зато се и разликује овај живопис од живописа фресака у олтару, јер су га други мајстори радили. О томе сведочи запис испод иконе „Ширшаја небес“ и химне Пресветој Богородици: Достојно јест јако во истину блажити тја Богородицу... са додатком; „+ же радост от ангела пријемши и ражда (е) ши С здатеља својего, о Дјево, спаси, тебе величајушчих + ф.с. в. љетје 7117. мјесјац јулија 18 ден II. 1609. (ф.с.-скраћенице, можда значе: „ф-реске с-вршене, а не име сликара). Стручни кадар истраживача из Чачанског музеја са Д. Рајић, претпостављају да је јежевичко у олтару сликарство дело познатог из 17. века српског сликара Георгија Митрофановића, и да је то један од првих његових радова, јер има особености његовог стила у фрескосликарству.

### Наос и припрата
У наосу и припратном делу храма Јежевице, без новије дозиданог наставка у 19. веку фреске као да су рађене под утицајем зидног сликарства 14. века. По многим детаљима показују да су сличне фрескама у кабларском Благовештењу (1602—1635), и Никољу из 1637. године и да су их радили исти мајстори. Фреске поменутих манастира пример су преломног или прелазног периода, из класичног српско-византијског сликарства у новије. То је „време патријарха Пајсија Јањевца“,62) љубитеља ликовне уметности, књига и великих обнова у цркви. Уметнички рад тих фресака у поменутим манастирима, не може се упоредити са очуваним фрескама наших средњовековних манастира Немањићког периода, Студеница, Жича, Сопоћани, Љевишка и других. Али с обзиром на период када су рађене, у тешко време турског ропства, спадају можда у најзапаженије сликарство тога доба са веома лепим и живим цртама и складним бојама. Штета је што велики део тих фресака у цркви није очуван. Оно што је очувано опомиње нас све на већу бригу и пажњу да би се очувале. Но, ипак, ми овде не бисмо хтели појединостима скретати пажњу и тиме замарати посетиоца и просечно најбројнијег читаоца. Зато ћемо се ограничити да овде забележимо све оно што је главно, тако да посетилац и заинтересовани читалац сазна све што је најважније. Живопис у десној-јужној певници – у доњој зони храма, ликови светих готово сви су мирног и достојанственог изгледа, без црта које наглашавају делове тела и покрета, као на пример у Дечанима и другде што указује на период ренесансе. У јужном певничком простору сачуване су само неке слике. У доњој су зони: Св. Симеон српски, Свети Сава српски са тонзуром, Свети Арсеније српски у архијерејским сакосима, а не у полиставрионима као што је било до 13. и 14. века, Свети Теодор Тирон, Свети Теодор Стратилат, Свети Меркурије, Свети Никита. Остале су фреске оштећене или сасвим уништене. Ликови светих у храму представљени су у четири зоне. Они који у доњој зони стоје обично су светитељи, преподобни, испосници, пустињаци, свети ратници-великомученици, мученици, бесребреници и други. У средини храма, изнад прве зоне сликани су свети или свете жене у медаљонима. затим, изнад њих су сцене и композиције из Светог писма и календара – празници и догађаји. У средњем делу храма, иза десне певнице на пиластру осликан је Св. Арханђел Гаврило, а на супротном пиластру Св. Архангел Михаило, који дели наос од пронаоса на јужном зиду у доњој зони, налази се лик Св. кнеза Лазара. До њега је Свети краљ Дечански, испред њега је Свети Никола, који приводи Светог краља Господу Христу на благослов, а Христос га са узвишеног места из облака благосиља. Оваква иста сцена се налази и у овчарско-кабларском манастиру Благовештењу. Свети кнез Лазар и Свети краљ Дечански имају на себи у оба манастира – и у Јежевици и Благовештењу богато и раскошно украшене владарске хаљине. Сцена је потпуно слична и по ликовима и по украсима на владарској одећи, како у Јежевици, тако и у Благовештењу. У Дечанима у параклису приказана је сцена где светог краља Дечанског Свети Никола приводи Христу на благослов и исцељење очију, што су му биле оштећене и које му у руци приноси. Мирјана Ћоровић, историчар уметности, допуњава и „научно потврђује, да се култ светог Стефана Дечанског у ликовном стварању, појављује крајем прве половине 16. века, а од друге половине 16. века нагло се шири“. Са сликаном фреском Дечанског и украсним владарским хаљинама налази се заједно и лик Св. мученика косовског кнеза Лазара и у Јежевици и у Благовештењу кабларском сликаном 1632. године. Постоји мишљење да се и у њему култ у ликовној уметности, можда после Хиландара и Пећке патријаршије (у параклису Св. Николе), овде у овим манастирима први пут показује. Такво је мишљење и проф. уметности Угљеше Поповића. Такве сцене откривају нам заједничке сликаре и исто време када су их уметници сликали, као и манастир Никоље кабларско, у коме се у то време налазила сликарска школа. Већи број наших научника, истраживача, сагласни су да су зографи, који су живописали ове и друге цркве у манастирима били претежно монаси из иконографске школе манастира Никоља у 16. и 17. веку и украшавали их иконама и фрескама. Тако се претпоставља да је главни мајстор за живопис Јежевице 1636. године, био Никољски јеромонах Митрофан са својом групом добрих уметника монаха. Они су још радили иконостасе и многе иконе од велике вредности. Урадили су Никољску припрату и цркву манастира Благовештења са уметнички урађеним иконостасом. У доњој зони, од кнеза Лазара дужином јежевичког нартекса приказани су свети оци и учитељи цркве. Изнад медаљона светих жена, централни део храма илустрован је фрескама које приказују живот светог Николе и Богородичин акатист. На своду храма исликани су старозаветни пророци, и „Јаковљева лествица“. У калоти кубета Христос пантократор (Сведржитељ). Око Христа су анђели у небеској литургији. У северној левој певници насликани су у доњој зони: св. Цар Константин и Јелена, Свети Георгије нови Кратовац, Свети Димитрије, Свети Георгије, Исус Христос и Св. Никола. Изнад њих је ред медаљона са светитељима: Свети Александар, Свети Василије, Свети Теодул, Свети Ананија, Свети Азарија, Свети Мисаил = три младића у огњеној пећи. У горњој зони су сцене из Јеванђеља: Страдање Христово војници деле Христове хаљине“, „Христос пред Пилатом“, „Пут на Голготу“, „Полагање Христово у гроб“, „Мироносице на гробу Христову“. Изнад те сцене насликани су: „Улазак Христов у Јерусалим“ и „Распеће“. На пиластру средњег дела храма иза десне певнице са западне стране осликан је свети Јован Претеча са крилима, где је и Св. Архангел Гаврило, а на супротном пиластру је као пандан њему, како већ рекосмо, осликан Св. Архангел Михаило. Црква манастира Јежевице била је дуга око 12 метара без додатка са припратом и барокним високим торњем. Западни зид као што је речено порушен је због новог продужетка. Тада су уништене и фреске на том зиду. Уништене су споља, изнад улазних врата и две фреске, које је, приликом посете видео и записао путописац Јоаким Вујић 1826. године. Прва фреска изнад врата је свети Архангел Михаило, а друга је изнад ње била фреска храмовне славе Светог оца Николаја и оне су обе заједно са зидом страдале и нестале.

## Иконостас
Приликом археолошког испитивања иконостаса у манастиру Јежевици 1947 г. Зора Симић Миловановић имала је задатак од Археолошког института да истражи старост и вредност иконостаса те старе Немањићке Цркве. По Михаилу Валтровићу научнику – истраживачу друге половине 19 века, првобитни иконостас Цркве у Јежевици треба да је из 14 века, као и иконостас Беле Цркве у Карану, а садашњи јежевички иконостас је из 19 века. Трагови првобитног иконостаса примећују се по дубоко ужлебљеном малтеру који се налази на унутрашњим површинама пиластра, на ком се ослањају лукови олтарских и бочних апсида. Других трагова нема.
Царске двери из 17. века, које су првобитно припадале Цркви у Јежевици, па одатле пренесене у Стјеник за време обнове 1802. године, а сада се налазе у Народном музеју у Чачку. Мисли се да су те двери са првобитног јежевичког иконостаса, али не изгледају тако старе па се то не може тврдити. Сви историчари који су радили на проучавању и археолошком датирању старости јежевичке Цркве, покушали су да то реше, али нису успели. Остали су више неутрални него прецизни. Већина истраживача мисли да су црква и иконостас старији него што је касније записано у цркви, и да су старији од времена постојећег живописа из 1609. године. Зора Симић-Миловновић, Р. Станић, М. Протић, Д. Рајић и још неки као изузетно поштовани истраживачи особито су посветили пажње и времена у проучавању манастира Стјеника и Јежевице од друге половине 20 века. Данашњи иконостас који преграђује олтарски простор од наоса је из 19. века украшен је дуборезом и иконама из тог времена. У доњој зони иконостаса налазе се «Престоне иконе». Десно од Царских двери на иконостасу налази се Христова икона. Са леве стране двери налази се икона Пресвете Богородице са Христом као дететом у наручју. То је постбарокни стил, јер су благо изражене у духу барока, што се чинило у то време у многим храмовима. Те иконе радио је свештеник, касније прота, из Драгачева Јанко Михаиловић Молер. Умро је 1852. и сахрањен у селу Негришору. На иконостасу замењена је носећа конструкција 1996. и извршена конзервација престоних икона Христа, Богородице и двери, које су постављене на своје место на иконостасу. Такође су конзервиране и 16 икона светих апостола, које су се раније налазиле на иконостасу изнад престоних икона. Оне, после конзервације нису враћене на своје место на иконостас, да не би заклањале икону Пресвете Богородице у олтару, која се зове «Ширшаја небес», већ су добиле своје ново место на северном зиду левог северног певничког простора. Осим ових икона на иконостасу, налазе се и друге иконе у Јежевици из истог, старијег или млађег доба. За престоне иконе знамо да су дело Јанка Михаиловића, «молера», а за друге тачно не знамо ко их је радио. Постоји у манастиру Јежевици и једна икона св. Георгија, на којој су уписани сликари «Димитрије молер, Трусницки» и «Ристо молер». Да ли су они радили и друге јежевичке иконе није познато. Немамо никаквих података о томе шта је са старим јежевичким иконостасом, (осим сачуваних царских двери), у времену између живописања Цркве 1609. и 19. века, када је постављен овај иконостас који се сад налази. Ако су га осликали исти мајстори, који су одсликавали фреске у Никољу и Благовештењу, могли су направити и осликати иконостас сличан Благовештењском, који показује ремек дело те врсте Никољске иконографске школе. За пример би могла послужити, тако оштећена Благовештањска престона икона Пресвете Богородице из 1601-1602. или 1605. , као и још неке које су рад тих мајстора.

## Конаци
О конацима Манастира Јежевице мало се зна. Али се према извесним изворима и народном предању зна толико да је манастир Јежевица од свог оснивања у 14. веку имао највећи углед међу манастирима у насељима испод Јелице као задужбина познатог војводе цара Душана, а затим бана Милутина из доба Немањића. свакако да је такав манастир, посвећен светом Николају, морао имати и своје конаке. Оно што је српски народ у то време највише чувао и обнављао јесу цркве и манастири, поготово манастирске цркве. Конаци и њихова обнова долазили су у други план. Где су се налазили стари конаци у порти манастира Јежевице, то би се могло тачније сазнати тек са истраживањем комплекса јежевичке порте. За сада се примећују испред цркве само делимично темељи тих манастирских конака. Ако записи и предање говоре да је у Стјенику као јежевичком метоху, било у своје време око «100 калуђера и 7 писара», то се могло у извесном времену очекивати да је и Јежевица могла имати макар већи број братства, ако није због Турака на већем удару, могла имати преписивачку школу и «писарнице» које су Турци свуда уништавали када би за њих сазнали. На тај начин Јежевица је морала имати и конаке за своје братство. Када је јежевичка црква страдала од Турака 1452. , свакако да су тада страдали и манастирски конаци, као што ће после 10 година 1462. , заједно са црквом страдати и конаци Манастира Стјеника. По записима зна се да је манастир Јежевица већ 1476. , био активан и да се у њему налазио као парох поп Радман са породицом, што значи да је манастир био обновљен и да је имао неки макар и најскромнији конак. Постоје индиције да је Црква Јежевица била обновљена 1557. , када је почела велика обнова Пећке патријаршије, и када су обновљене многе цркве и манастири у време патријарха Макарија Соколовића. У то време још увек је било веома снажно и активно исихастичко монаштво, које се на просторима Србије појавило још одмах после Маричке битке 1371. Ти монаси су у то време држали и обнављали и ова два манастира Јежевицу и Стјеник, о чему сведоче монаси и овчарско-кабларских манастира као и свих осталих испод Јелице са пустињацима у «српским пећинама» изнад Стјеника. Сачувано предање у народу тога краја, које је прибележио прота Вићентије Поповић, говори о Гусињском Паши који је из Гусиња, преко Јежевице пошао са својом пратњом у Београд. Том приликом, по народном предању спалио је у Јежевици манастирске конаке о чему као и о цркви има речи опширније на другом месту. То се десило негде између живописања јежевичке цркве 1609. г и 1636. То све говори да су конаци јежевичке цркве као и црква више пута пљачкани и паљени, а затим од народа српског обнављани. Манастир Јежевица обнављан је и 1813. када је црква покривена клисом. у извештају митрополита Михаила, неко је грешком написао, да је тада та немањићка црква 1813. нова озидана од тврдог материјала, и да је имала две парохије, бањичку и јежевичку, што би значило да је манастир као парохијска црква од 1814. морао имати и неки конак за свештенике бањичке и јежевичке парохије, или чуваре који су ту живели и манастир чували. Житељи свих села око Јежевице, заједно са манастиром, страдали су у свим побунама, устанцима и ратовима кроз турско ропство и касније, о чему помиње и Јоаким Вујић. То се помиње од краја 18, па до половине 20. века. У време Првог српског устанка под Карађорђем основана је у порти манастира Јежевице једна од првих школа у Србији тога времена 1812. Да ли је та школа била у манастирским конацима или посебно озидана грађевина, не зна се тачно, али се оправдано може говорити, да сама школа без конака у манастиру није могла постојати.

## Ризница
У ризничке предмете манастира Јежевица унесени су разни освештани црквени сасуди и друге драгоцености као крстови, свете мошти, свете иконе, света Јеванђеља и друге црквене књиге, чираци, кадионице и други стари предмети од велике вредности. На откривању и прикупљању тих драгоцених ризничких предмета (цркве) манастира Јежевице поменућемо које знамо, а то су пре свега јежевички свештеници и монаси, ктитори, инжењери, архитекте, стручни истраживачи, научници и др. Најстарија књига која се помиње и која се чувала у манастиру Јежевици јесте јежевичко Јеванђеље из 14. века писано на пергаменту. Ако се на њему као што се мисли налази податак да је година подизања манастира Јежевице 1337. год. , то би могло значити да је и то Јеванђеље написано тим поводом. Данас се то Јеванђеље не налази у манастиру Јежевици; пренесено је незнано када, у музеј чачански. Има два дела – први је око 1337. год, други с краја 14. века. Писано на пергаменту, на 183 листа. Први део старији има 34 листа, корице дрвене кожом обложене сиве боје 22,5 х 17 см. Ковчег са моштима. У цркви јежевичкој налазе се и мошти светих мученика, које се чувају у удубљењу испод часне трпезе у једном ковчегу. На застору од црвене материје којим су покривене свете мошти налазио се причвршћен делић честице од животворног Крста Христовог на коме је Господ Исус био разапет. Обичај је био и у Јежевици као и у другим манастирима и црквама у стара времена, да су свете мошти са часним древом Крста Христовога носили свештеници кроз села и у домове те с молитвом и тим светињама лечили народ од опаких заразних болести и њихову стоку, као што је помор и спречавали разне стихијске непогоде, молећи се Богу за здравље и родну годину у народу. На тај начин народ је српски својом вером у Бога и љубављу према светињама помагао и обнављао своје цркве и манастире и даривали црквене ствари, књиге, одежде, иконе и друго.
Посљедованије молебноје је рукописна књига није велика својим обимом колико је велика својом уметничком вредношћу аутора који ју је манастиру Сретењу писао, да јој могу да завиде многа штампана издања. Иако се чува у манастиру Јежевици, она на себи носи потпис свога некада власника: Јереја Јосифа Протића, пароха тијањскога претка Милисава Протића, пароха јежевичкога. На крају вредне рукописне књиге стоји запис: „Сија књижица писасе в монастиру Сретениј под верхом гори в нахији пожешкој при игумену јерм(онаху) Никифору. Писа ју дијак его Вук. Молим вас читатељи покорњејше ашче что погрјешено простите а не клените њесм хотемијен. 1830. года месеца ноемврија. Ову књигу откупи Максим капетан из села Зеока и поклони ју Јереју Јанку протопрезвитеру 1830 љета. Овако уметничких и калиграфски писаних књига написао је велики број монаха готово свих Овчарско-кабларских манастира почев од Никоља па до Јежевице и Стјеника чији су бројни монаси били познати као писмени и за то време веома образовани преписивачи, који су водили преписивачке школе попут игумана Стјеничког преподобног Јована Лешјанског.
- Крст из прве половине 17. века од бронзе из северне Грчке, позлаћен, емајл са више боја, унутра изрезбарено дрво, лимени оков, ископан 1980. у порти манастира Јежевице. Налази се у музеју, Чачак.
- Икона Христова из 17. века.
- Темпера на дасци, 87 х 58,5 х 2,5 см, пронађена у цркви у манастиру Јежевици. Лева страна иконе је оштећена. Народни музеј Београд, инв. бр. 2
- Пафта. Прва половина 17. века, Северна Грчка, бронза, позлата, плоихромни емајл, ливена. 21 х 8,5 см. Ископана у порти манастира Јежевице 1980. године.
- Чаша-пехар из 17. века од сребра, кована, ручни рад, р. 13 см. Пронађена у селу Бањици у имању Милоша Давидовића 1902. године. Музеј примењене уметности, Београд, инв. бр. 639.
- Икона Св. Николе почетак 19. века. Темпера на дасци, 43 х 31,2 х 1,7 см. Из цркве Св. Николе у Јежевици. Народни музеј Београд, инв. бр. 3.
- Кадионица из 19. века, око 1830. године. Од месинга, ливена, а можда и ручни рад, гравирана, из манастира Стјеника. На наличју кадионице је запис: сију кадионицу преложи Никола Вујовић благословени ктитор у храму свјатаго Јоана, у Стјеник за вјечни спомен себи и Марици и у(нуку) нашему Василију 1833. год. Народни музеј Чачак р. бр. 307/1968.
- Кандило око 1870. Месинг посребрен, ливено, гравирано. Црква Св. Николе, Јежевица.
- Свећњак из Русије, око 1870. године, од посребреног месинга, ливен, из манастира Јежевица.
- Јеванђеље штампано у Кијеву 1848. год. Својина цркве Св. Николе у Јежевици.103)
- Христос Емануил на своду леве – северне певнице. ИМС инв. бр. 3625/1875.104)
- Антиминс, 1876, платно, отисак са бакрорезне плоче, 48 х 58,1 см. Записано: „Освјашченије сего антиминса совершисја свјашченодјејствијем преосвјашченаго Викентија епископа ужичкаго в церкви карановачкој храма сошествија свјатаго Духа, в карановцје 30-годне јануариа мјесјаца 1876. љета Господња“. Црква Св. Николе, Јежевица
- Свећњак из аустријске радионице, око 1890. год. Од посребреног месинга, ливен. Црква Св. Николе, Јежевица106)
- Путир, сребрн и позлаћен из 19. века украшен филиграном из цркве Св. Николе, Јежевица
- Крст из 19. века, у филиграну, сребрн, дуборез у дрвету са распећем, из цркве Св. Никола у Јежевици.
- Царске Двери – Благовести Непознати аутор. Двери су из 17. века манастира Стјеника. Двери су правоугаоног облика, само што је горњи део завршен полукружним луком. На десном јужном крилу двери приказан је лик Пресвете Богородице са отвореном књигом у десној руци. На себи има хаљине дуге тамноплаве са црвеним мафорионом, опточеним златом. Изнад лика пресвете Богородице је у медаљону лик премудрог цара Соломона. На левом северном крилу двери је лик архангела Гаврила, а изнад њега у медаљону лик цара Давида (нејасан и оштећен).
- Икона Пресвете Богородице (престона икона)
- Књига: Делфина Рајић – Иконе Чачанског краја (16-19. век)
- Престона икона Пресвете Богородице, рад јереја Јанка Михаиловића, молера, прва половина 19. века Манастир Св. Николе у Јежевици.
- Престона Христова икона, рад проте Јанка Михаиловића из Негришара, Драгачево, прва половина 19. века. Манастир Св. Никола, Јежевица.
- Царске двери – Благовести, рад Јанка Михаиловића, молера, прва половина 19. века. Двери су правоугаоне, полукружно завршене. Манастир св Николе, Јежевица.
- Икона св. Николе из половине 19. века. Аутор непознат. Црква Св. Николе у Јежевици 46,4 х 53,4 х 2 см.
- Икона св. Георгија. Аутор Димитрије молер Пруснички и Ристо молер Николић. Икона из прве половине 19. века. Црква св Николе у Јежевици. 58,3 х 43,6 х2см113)
- Фрагменти крчага Керамика, брзовитло глеђосање. Х 6,5 см, пречник отвора 6,8 см, 14-15 век. Порта цркве св. Никола у Јежевици. Ископано 1980. године.
- Фрагменти грлића равног обода, украшен, глеђосан. Налази се у Народном музеју Чачак.
- Фрагмент крчага из 14-15. века, ископан у цркви св Николе у Јежевици 1980. г од. Народни музеј Чачак.
- Дугмад из 15. века од ливене бронзе. Ископана у манастиру Јежевици 1980. год. Народни музеј Чачак.
- Пафта из 15. века, ливена од бронзе. Нађена у порти манастира Јежевице.
- Пафта из прве половине 17. века, Северна Грчка. Од бронзе, позлаћена и украшена разнобојним емајлом, ливена. Ископана у порти манастира Јежевица 1980. год.
- За причешће кашичица-ложица, сребрна и позлаћена из 19. века – манастир Јежевица
- Петохлебница манастира Јежевице из 19. века, од месинга, позлаћена, из манастира Јежевице.
- Дарохранилица из манастира Јежевице, темпера на дрвету, изрезбарена, 19. век.
- Детаљ мермерног стуба из манастира Јежевице који се налази у Стјенику, као и малих стубића са базисом од бифокалних прозора и др.
- Мермерни под и амвон. Из Јежевице су пренесени у Стјеник у новосаграђену цркву 1885/6.
- Већи део белог мермерног пода, мермерни амвон и друге кружне украшене плоче као розете, а у Јежевицу је у то време стављен дрвени под. По причању дугогодишњег пароха јежевичког М. Протића, у црквеној порти још се налази разних фрагмената од цркве Јежевице, а многе су разнели околни сељаци за своје домаћинство.
- Фрагменти од пронађених у стјеничкој порти мермерних капитела, стубаца и других детаља који су преостали од пренесених из Јежевице.

Црквене књиге:
- 1. Посни Триод, штампан у Москви, 1811, папир, кожни повез.
- 2. Цветни Триод из 1868. године.
- 3. Општи Минеј штампан у Москви, 1862. године.
- 4. Велики Типикон (типик), 1824. године.
- 5. Антологион – Цвјетослов (празнични минеј) из 1848. године.
- 6. Зборник из 1878. године.
- 7. Ирмологија из Виене (Беча), 1791. година.
- 8. Осмогласник (октоих), Москва, 1764. година Суботње и недељне службе од првог до осмог гласа.
- 9. Служебник штампан у Будиму, 1825. године.
- 10. Псалтир, Киевопечерска лавра, 1771. године.
- 11. Парохијалник – Требник, од архимандрита Фирмилијана, Београд, 1890. године.
- 12. Требник из доба књаза Александра и митрополита Петра, 1858. године.
- 13. Минија Обшчаја (Општи минеј), мали формат, Москва, 1781. године.
- 14. Требник, трудом издавача јеромонаха Саве Грбовића, Хиландарца, штампано у Београду, 1891. године.
- 15. Псалтир, Београд, 1856. године.
- 16. Последование Молебное, писао по благослову игумана Никифора у манастиру Сретењу, његов ђак Вук, 1830. године. Рукопис.
- 17. Часослов Књигопечатни књажевства Србије, в Белеградје, 1857. године.
- 18. Часослов, дрвене корице кожом обложене.
- 19. Осмогласник (црквено пјеније), са штампаним трилама за ученике Богословије, у Београду, 1875. године.
- 21. Октоих, 1756. године.